# Офтоблико
Офтоблико (тадж. Офтоблиқо) — село в Кулябском районе Хатлонской области Республики Таджикистана.

## География
Село Офтоблико — находится в 1,5 х километрах от Международного аэропорта «Куля́б» в 11 километрах от города Куляб.

## Население
| 2009 | 2010 |
| ---- | ---- |
| 2810 | 2875 |

## Этимология
Топоним «Офтоблико», означает «Солнцеликий» и состоит из слов «офтоб» — означающий «солнце» и «лиқо (liqo)» — лик лицо.
Прежнее название Афтолук — Oftobluq (рус. Афтоблик) до 3 декабря 2012 года (согласно Постановлению Правительства Республики Таджикистан от 3 декабря 2012 года, № 688).